# Эволюция пауков
Эволюция пауков продолжается не менее 380 млн лет. Происхождение группы лежит в подгруппе паукообразных, определяемой наличием книжных легких (третрапульмонаты); ; паукообразные в целом произошли от обитавших в воде хелицеровых. Было описано более 45 000 существующих видов, таксономически организованных в 3 958 родов и 114 семейств. Может быть более 120 тыс. видов. Показатели разнообразия ископаемых составляют большую долю, чем можно предположить из существующего разнообразия: из признанных 1952 хелицеровых описаны 1593 вида паукообразных. Исследователи в этой области ежегодно описывают как существующие, так и ископаемые виды. Основные достижения в эволюции пауков включают развитие паутинных бородавок и паутины.

## Ранние пауко-образные арахниды
Среди старейших известных наземных членистоногих — представители вымершего отряда паукообразных паукообразных Тригонотарбы.
Тригонотарбы имеют много общих внешних характеристик с пауками, в том числе наземный образ жизни, дыхание с помощью книжных легких и передвижение на восьми ногах, с парой похожих на ноги педипальп возле рта и частей рта. У них не было способности прясть шелк: внутри группы нет никаких свидетельств наличия патрубков или бородавок. Существует окаменелость с отчетливыми микробугорками на задних лапах, похожими на те, которые пауки используют для направления и управления своим шелком, но, учитывая отсутствие каких-либо структур, связанных с производством шелка, маловероятно, что они были связаны с шелком.
Тригонотарбы не являются настоящими пауками, сами они не оставили живых потомков.

## Появление настоящих пауков
На каком-то этапе Attercopus считался старейшим ископаемым пауком, который жил в течение многих лет в девонском периоде. Attercopus считался сестринским таксоном всех ныне живущих пауков, но теперь был переосмыслен как член отдельного вымершего отряда Uraraneida, который мог производить паутину, но не имел настоящих бородавок. Открытие Chimerarachne в бирманском янтаре раннего позднего мелового (сеноманского) возраста также продемонстрировало, что до мелового периода существовали таксоны, у которых были как бородавки, так и хлыстообразный тельсон.
Самые старые зарегистрированные пауки относятся к каменноугольному периоду (около 300 млн лет назад). Большинство этих ранних сегментированных ископаемых пауков из отложений Европы и Северной Америки, вероятно, принадлежали к Mesothelae или чему-то очень похожему. Отличительной их чертой были бородавки расположенные под серединой брюшка, а не на конце как у современных пауков. Вероятно, они были наземными хищниками, жившими в гигантских плауновых и папоротниковых лесах середины и позднего палеозоя, где они предположительно охотились на других примитивных членистоногих. Паутина могла использоваться в качестве защитной оболочки для яиц, выстилки для убежища, а позднее, возможно, в качестве поверхностного слоя для изготовления сетей и ловушек. Эти пауки сосуществовали с рядом других паукообразных форм, которые обладали некоторыми из признаков, связанных с настоящими пауками.
По мере  увеличения разнообразия растений и насекомых, пауки также стали активнее использовать паутину. Пауки с бородавкой на конце брюшка (Mygalomorphae и Araneomorphae) появились более 250 млн лет назад, что способствовало развитию более сложных листовых и лабиринтных сетей для захвата добычи на земле и в листве, а также развитию системы безопасности. Самый древний мигаломорфный паук Rosamygale, был обнаружен в триасовых отложениях во Франции. Когда-то считалось, что Megarachne servinei из пермско-каменноугольного периода был гигантским пауком-мигаломорфом и, его длина тела в 34 см. и размах ног более 50 см были самыми большими среди известных пауков, когда-либо живших на Земле. Однако последующее обследование экспертом показало, что на самом деле это был относительно небольшой морской скорпион.
К юрскому периоду уже существовали сложные воздушные сети пауков-кругопрядов, использовавшиеся для получения преимущества в условиях быстрой диверсификации групп насекомых. Сохранившаяся в янтаре паутина, чей оценочный возраст составляет 110 млн лет, свидетельствует о наличии идеальной паутины в виде самой известной круглой сети — «сферы». Изучение распространения генов, которые предположительно характеризуют поведение, связанное со строительством круглых ловчих сетей, позволяет предположить, что что такое поведение было развито 136 млн лет назад. Обнаруженный в Даохуого, китайском регионе Внутренняя Монголия в Китае Mongolarachne jurassica с возрастом 165 млн лет, является крупнейшей известной окаменелостью паука.
Паутина, сохранившаяся в янтаре возрастом 110 млн лет, также является самой старой, на которой находятся пойманные в ловушку насекомые, содержащие жука, клеща, осиную ногу и муху. Считается, что способность плести круглую паутину была «утеряна», а иногда даже повторно развивалась отдельно у разных видов пауков с момента их первого появления.
Около половины современных видов пауков принадлежат к группе пауков РБА-клады, связанных общим морфологическим признаком — ретролатеральным тибиальным апофизом (направленным назад выступом на голени педипальпы самца). Несмотря на их современное разнообразие, нет однозначных доказательств происхождения клады из мезозоя, хотя молекулярные часы предполагают, что диверсификация группы началась в позднем меловом периоде. По-видимому, в мелово-кайнозойском интервале происходит смена фауны, при этом в меловом периоде преобладают Synspermiata и Palpimanoidea, а также загадочные вымершие семейства, такие как Lagonomegopidae, а в кайнозое преобладают клады РБК и аранеоидные пауки.